# 펠리페 바헤토 아당
펠리페 바헤토 아당(1985년 11월 26일 ~ )은 브라질의 축구 선수이다. 포지션은 공격수이다. 현재 AD 카보프리엔세 소속이다.
틀:2014년 FC 안양 선수 명단